# Godinotia
Godinotia — вимерлий рід стрепсірринових приматів родини Adapidae. Він жив в еоценову епоху (49 мільйонів років тому), і його скам'янілості були знайдені в Мессельській ямі, Німеччина.

## Розмір
Годінотії були довжиною близько 30 см, не враховуючи хвіст, менші за домашнього кота.